# Marvin Zeegelaar
Marvin Romeo Kwasie Zeegelaar, est un footballeur néerlandais, né le 12 août 1990 à Amsterdam. Il évolue à Udinese au poste de défenseur ou milieu de terrain.

## Biographie
Il joue un match en Ligue Europa avec l'Ajax Amsterdam et cinq matchs en Ligue des champions avec le Sporting Portugal.
Le 31 août 2017, il s'engage avec le Watford FC, club évoluant en Premier League.
Le 10 janvier 2019, il est prêté à Udinese.ou Il fait une bonne saison

## Palmarès
- Champion des Pays-Bas en 2011 avec l'Ajax Amsterdam